# Detlef Schmiechen-Ackermann
Detlef Schmiechen-Ackermann (* 8. November 1955 in Hannover) ist ein deutscher Historiker. Er ist Direktor des Instituts für Didaktik der Demokratie und außerplanmäßiger Professor am Historischen Seminar der Leibniz Universität Hannover.

## Leben
Er studierte von 1974 bis 1980 Geschichte, Germanistik und Pädagogik an der Universität Hannover und schloss sein Studium mit der wissenschaftlichen Prüfung für das Lehramt an Gymnasien ab. Danach war er als Bildungsreferent in der Jugendverbandsarbeit tätig. 1986 wurde er mit einer Studie über „Ländliche Armut und die Anfänge der Lindener Fabrikarbeiterschaft“ promoviert. Als Wissenschaftlicher Mitarbeiter arbeitete er im Forschungsprojekt „Widerstand, Verweigerung und Verfolgung in der NS-Zeit in Hannover“ und von 1990 bis 1995 im Arbeitsbereich „Historische Grundlagen der Politik“ am Otto-Suhr-Institut der Freien Universität Berlin. 1996 habilitierte er mit einer Studie zu „Nationalsozialismus und Arbeitermilieus“. Von 1997 bis 2002 leitete er zwei Forschungsprojekte zum Diktaturenvergleich an der Gedenkstätte Deutscher Widerstand bzw. der Freien Universität Berlin. 2002 wurde er zum Außerplanmäßigen Professor an der Universität Hannover ernannt. Von 2002 bis 2009 übernahm er Lehraufträge und Lehrstuhlvertretungen an der Otto-von-Guericke-Universität Magdeburg, der Universität Lüneburg und der Leibniz Universität Hannover. Seit 2013 ist Schmiechen-Ackermann Direktor des Instituts für Didaktik der Demokratie an der Leibniz Universität Hannover.
Seine Schwerpunkte in Forschung und Lehre sind Nationalsozialismus und vergleichende Diktaturgeschichte, Industrialisierungsgeschichte, soziale Bewegungen und die innerdeutsche Grenze. Zu seinen Forschungstätigkeiten zählt insbesondere die Arbeit in zahlreichen Projekten: 2007 bis 2015 war er Leiter bzw. Sprecher zweier Forschungsprojekte zu den Themen „Die innerdeutsche Grenze als Realität, Narrativ und Element der Erinnerungskultur“ sowie „Nationalsozialistische Volksgemeinschaft? Konstruktion, gesellschaftliche Wirkungsmacht und Erinnerung vor Ort“. Der Frage nach Institutionen während und nach der Zeit des Nationalsozialismus widmen sich die von ihm geleiteten Projekte „Die Klosterkammer Hannover im Nationalsozialismus“ sowie „Kontinuitäten und Neuorientierungen: Die 'Akademie für Raumforschung und Landesplanung' und das Fortwirken von personellen Netzwerken am Wissenschaftsstandort Niedersachsen nach 1945“. Seit Herbst 2016 ist Schmiechen-Ackermann Sprecher des Forschungsverbunds „CHER: Cultural Heritage als Ressource? Konkurrierende Konstruktionen, strategische Nutzungen und multiple Aneignungen kulturellen Erbes im 21. Jahrhundert“. Im Wintersemester 2016/17 sowie im Sommersemester 2017 vertrat Schmiechen-Ackermann die W3-Professur für Fachdidaktik der Geschichte an der Leibniz Universität Hannover. Er war Mitglied der vom niedersächsischen Landtag eingesetzten Enquetekommission „Verrat an der Freiheit – Machenschaften der Stasi in Niedersachsen aufarbeiten“, innerhalb derer er als externer wissenschaftlicher Experte tätig war. Ende 2017 legte die Kommission die Ergebnisse ihrer Arbeit in einer dreibändigen Publikation vor. Er ist zudem Sprecher des Arbeitskreises „19. und 20. Jahrhundert“ der Historischen Kommission für Niedersachsen und Bremen.

## Veröffentlichungen (Auswahl)
- Der „Blockwart“. Die unteren Parteifunktionäre im nationalsozialistischen Terror- und Überwachungsapparat. In: Vierteljahrshefte für Zeitgeschichte. 48, Heft 4 (2000), S. 575–602, online (sprachlich modifizierte und durch neuere Forschungsergebnisse ergänzte Fassung des  Habilitationsvortrages vom 30. Oktober 1996).
- Diktaturen im Vergleich. Reihe „Kontroversen um die Geschichte“, Wissenschaftliche Buchgesellschaft, Darmstadt 2002, ISBN 3-534-14730-8 (3. Aufl. 2010)
- Grenzziehungen – Grenzerfahrungen – Grenzüberschreitungen. Die innerdeutsche Grenze 1945-1990 (Herausgeber, gemeinsam mit Thomas Schwark u. a.), Wissenschaftliche Buchgesellschaft, Darmstadt 2011, ISBN 978-3-534-24414-0
- Hochschulen und Politik in Niedersachsen nach 1945 (Herausgeber, gemeinsam mit Hans Otte und Wolfgang Brandes), Wallstein, Göttingen 2014, ISBN 978-3-8353-1535-8
- Ideologie und Eigensinn. Die Technischen Hochschulen in der Zeit des Nationalsozialismus (Herausgeber, gemeinsam mit Michele Barricelli und Michael Jung), Wallstein, Göttingen 2017, ISBN 978-3-8353-3098-6
- Kooperation und Abgrenzung. Bürgerliche Gruppen, evangelische Kirchengemeinden und katholisches Sozialmilieu in der Auseinandersetzung mit dem Nationalsozialismus in Hannover. Hahn, Hannover 1999, ISBN 3-7752-5819-1
- Ländliche Armut und die Anfänge der Lindener Fabrikarbeiterschaft. Bevölkerungswanderungen in der frühen Industrialisierung des Königreichs Hannover. Quellen und Darstellungen zur Geschichte Niedersachsens Bd. 103, hrsg. vom Historischen Verein für Niedersachsen; zugl. Diss. Universität Hannover 1986, Lax, Hildesheim 1990, ISBN 3-7848-3503-1
- Nationalsozialismus und Arbeitermilieus. Der nationalsozialistische Angriff auf die proletarischen Wohnquartiere und die Reaktionen in den sozialistischen Vereinen. Reihe Politik- und Gesellschaftsgeschichte des Forschungsinstitutes der Friedrich-Ebert-Stiftung Bd. 47; zugl. Habil. Universität Hannover 1996, Dietz, Bonn 1998, ISBN 3-8012-4081-9
- Der Ort der „Volksgemeinschaft“ in der deutschen Gesellschaftsgeschichte (Herausgeber, gemeinsam mit Marlis Buchholz, Bianca Roitsch und Christiane Schröder), Ferdinand Schöningh, Paderborn u. a. 2018, ISBN 978-3-506-78648-7
- Rückzug und Selbstbehauptung: das katholische Diaspora-Milieu in der Auseinandersetzung mit dem Nationalsozialismus in Hannover. Forschungsstelle Diktatur und Demokratie, FB Politische Wissenschaft der FU Berlin, Berlin 1997, ISBN 3-929532-24-7
- „Volksgemeinschaft“: Mythos, wirkungsmächtige soziale Verheißung oder soziale Realität im „Dritten Reich“? Propaganda und Selbstmobilisierung im NS-Staat (Herausgeber), Ferdinand Schöningh, Paderborn u. a. 2012, ISBN 978-3-506-77165-0
- Die Klosterkammer Hannover 1931–1955. Eine Mittelbehörde zwischen wirtschaftlicher Rationalität und Politisierung (Herausgeber, gemeinsam  mit Dominik Dockter, Christian Hellwig u. a.), Göttingen 2018, ISBN 978-3-8353-3300-0
- Der Gorleben-Treck 1979. Anti-Atom-Protest als soziale Bewegung und demokratischer Lernprozess (Herausgeber, gemeinsam mit Jenny Hagemann, Christian Hellwig, Karolin Quambusch und Wienke Stegmann), Göttingen 2020.
- Populismus und Schule. Historisch-politische Urteilsbildung und Wertorientierung in einem populistischen Umfeld (Herausgeber, gemeinsam mit Friedrich Huneke, Dirk Lange, Axel Ehlers und Rolf Wernstedt), Frankfurt am Main 2020.
- Krisen. Konflikte, Skandale und demokratische Problembewältigung in der niedersächsischen Landeszeitgeschichte von 1946 bis in die 1970er Jahre, in: Christine van den Heuvel u. a. (Hrsg.): Perspektiven der Landesgeschichte. Festschrift für Thomas Vogtherr, Göttingen 2020, S. 573–593.
- Kulturerbe als Ressource der gesellschaftlichen Entwicklung? (gemeinsam mit Jenny Hagemann), in: Steffi Robak u. a. (Hrsg.): Forschungszusammenarbeit China – Deutschland. Interdisziplinäre Zugänge und transkulturelle Perspektiven, Bielefeld 2020, S. 91–107.
- Landesgeschichte und Landeszeitgeschichte an Universitäten. In: Sabine Mecking (Hrsg.): Landeszeitgeschichte (= Hessisches Jahrbuch für Landesgeschichte 70, 2020), S. 319–340.
- Der Gorleben-Treck als markantes Ereignis der niedersächsischen Landesgeschichte, in: Detlef Schmiechen-Ackermann u. a. (Hrsg.): Der Gorleben-Treck 1979. Anti-Atom-Protest als soziale Bewegung und demokratischer Lernprozess, Göttingen 2020, S. 58–73.
- Zugehörigkeitsgefühle, multiple „Gläubigkeit“ und das Momentum der Veränderung. Auf der Suche nach Erklärungen für stabile wie auch sich verändernde Verhaltensmuster und Orientierungen in sozial-moralischen Milieus und gesellschaftlichen Teilgruppen, in: Olaf Blaschke, Thomas Großbölting: Was glaubten die Deutschen 1933-1945?, Frankfurt am Main u. a. 2020, S. 41–54.
- Revolutionen, Zäsuren und gesellschaftliche Umwälzungen im 19. und 20. Jahrhundert in Nordwestdeutschland – die Jahrestagung der Historischen Kommission am 1. und 2. Juni 2018 in Wolfenbüttel, in: Niedersächsisches Jahrbuch für Landesgeschichte 91 (2019), S. 7–11.
- „Extremismus der Mitte“? Aufstieg und Machtdurchsetzung der NSDAP in Niedersachsen, in: Niedersächsisches Jahrbuch für Landesgeschichte 91 (2019), S. 97–112.
- „Extremismus der Mitte“ – Wiederholt sich Geschichte? Populistische Bewegungen im historischen Vergleich in Deutschland, in: Friedrich Huneke u. a. (Hrsg.): Populismus und Schule. Historisch-politische Urteilsbildung und Wertorientierung in einem populistischen Umfeld, Frankfurt am Main 2020, S. 24–41.
- Eine ausführliche Auflistung findet sich auf der Seite des Historischen Seminars der Leibniz Universität Hannover
- Mit Claudia Fröhlich, Carl-Hans Hauptmeyer (Hrsg.): Die Dömitzer Brücken. Symbol und Erinnerungsort der deutschen Teilung im Elberaum., Wallstein Verlag, Göttingen 2022. ISBN 978-3-8353-3531-8. (=Schriften zur Didaktik der Demokratie. Band 4)